# Бала би
Бала би (каз. Бала би, до 1997 г. — Талаптан) — село в Чиилийском районе Кызылординской области Казахстана. Административный центр Талаптанского сельского округа. Находится примерно в 26 км к северо-западу от районного центра, села Шиели. Код КАТО — 435259100.

## Население
В 1999 году население села составляло 3963 человека (2059 мужчин и 1904 женщины). По данным переписи 2009 года, в селе проживал 4071 человек (2112 мужчин и 1959 женщин).